# Гаральд Бозюнер
Гаральд Бозюнер (нім. Harald Bosüner; 17 жовтня 1913, Магдебург — 28 грудня 1981, Кельн) — німецький офіцер-підводник, капітан-лейтенант крігсмаріне.

## Біографія
1 грудня 1934 року вступив на флот. З 27 липня 1939 року — командир протичовнового катера UJ-178. З 30 березня ар 29 серпня 1942 року пройшов курс підводника. З 2 вересня 1942 року — 1-й вахтовий офіцер на підводному човні U-161. З 16 червня по 2 серпня 1943 року пройшов курс командира човна. З 6 жовтня 1943 по 3 березня 1944 року — командир U-1223. З 15 березня 1944 року служив в штабі 25-ї флотилії. З 20 лютого по 1 травня 1945 року — командир командного пункту K-Verbände в Ставангері. В травні був взятий в полон британськими військами. 27 лютого 1946 року звільнений.

## Звання
- Рекрут (1 грудня 1934)
- Кандидат в офіцери резерву (27 вересня 1935)
- Оберматрос резерву (1 жовтня 1935)
- Боцмансмат резерву (31 січня 1937)
- Боцман резерву (1 серпня 1937)
- Лейтенант-цур-зее резерву (2 лютого 1939)
- Оберлейтенант-цур-зее резерву (1 січня 1941)
- Капітан-лейтенант (1 березня 1943)

## Нагороди
- Залізний хрест
  - 2-го класу (22 квітня 1940)
  - 1-го класу (23 травня 1940)
- Нагрудний знак мінних тральщиків (20 листопада 1940)
- Нагрудний знак підводника (14 січня 1943)
- Фронтова планка підводника в бронзі (1 жовтня 1944)
- Нарукавний знак K-Verbände 1-го ступеня (20 квітня 1945)